# Weiß Kreuz
Weiß Kreuz (jap. ヴァイスクロイツ, vaisu kuroitsu) ist ein Projekt des Synchronsprechers Takehito Koyasu. 1997 bildete er gemeinsam mit anderen Synchronsprechern die Gruppe Weiß, deren Rollen und die Handlung darauffolgend entwickelt wurde. Im selben Jahr folgten Radioauftritte, Fotoalben, CD-Hörspiele, ein Manga und 1998 ein Anime.

## Handlung
„Weiß“ ist eine Gruppe von vier Auftragskillern, die im Auftrag von Persha (im Englischen Persia) und der Organisation „Kritiker“ Menschen umbringen, die vom Gesetz nicht bestraft werden können. Alle Mitglieder von Weiß hatten in ihrer Vergangenheit ein traumatisches Erlebnis, das sie zu Weiß brachte. Als Tarnung betreiben die vier in Tokio einen Blumenladen.
Als eine Art Gegenstück zu Weiß existiert die Gruppe „Schwarz“, die exakt entgegen den Zielen von Weiß arbeitet. Die Mitglieder von Schwarz gelangten ebenfalls durch ein traumatisches Erlebnis zu ihrer Gruppe.

## Charaktere
Die Mitglieder von Weiß:
Ken Hidaka, Codename Siberian
ermordet die Opfer mit seinen Handschuhen, aus denen er eine Art von Katzenkrallen ausfahren kann. Er kam zu Weiß, nachdem Kritiker ihn gerettet hatte, als Koichiro Kase, sein damals bester Freund, seine Fußballkarriere zerstört hatte und ihn umbringen wollte. Trotz allem ist Ken ein sehr fröhlicher, offener und optimistischer Mensch und da er immer noch so in Fußball vernarrt ist, trainiert er gerne die Kinder aus der Nachbarschaft.
Omi Tsukiyono / Mamoru Takatori, Codename Bombay
ist das Computergenie von Weiß. Er wurde in seiner Kindheit entführt und wurde traumatisiert, als sein Vater das Lösegeld nicht bezahlen und damit ihn nicht retten wollte. Stattdessen wurde Omi von Persha gerettet. Er denkt, dass Persha sein Onkel, seine Freundin Ouka eigentlich seine Schwester und Reiji Taktori sein Vater ist. Als er seine Brüder in einer Mission töten soll, lässt er sie laufen und gerät in eine Krise, entscheidet sich aber für Weiß. Letztendlich wird aber klar, dass nicht der Gangsterboss Takatori, sondern Persha sein Vater ist. Sein richtiger Name ist Mamoru Takatori. Er kämpft am liebsten im Fernkampf. Dafür nutzt er Darts, die er werfen kann, so wie eine Armbrust und einen Bogen.
Aya / Ran Fujimiya, Codename Abyssinian
ist zu Weiß gekommen, weil jemand seine Schwester Aya überfahren hat. Im Manga dagegen gab es eine Explosion, bei der sie verletzt wurde. Sie fiel ins Koma und seitdem versucht Ran unter dem Namen Aya Rache an denen zu nehmen, die an dem Zustand seiner Schwester schuld sind. Er tötet mit einem Katana.
Yōji Kudō, Codename Balinese
kam zu Weiß, nachdem seine Freundin Asuka erschossen wurde. Sie war seine Partnerin, als er noch als Detektiv tätig war, über deren Verlust er nie wirklich hinweggekommen ist. Trotzdem flirtet er leidenschaftlich gern mit Frauen und nimmt angeblich nur Aufträge an, die mit Frauen im Zusammenhang stehen. Er erwürgt seine Gegner mit einem feinen Draht, der in seiner Uhr versteckt ist.
Die Mitglieder von Schwarz:
Brad Crawford, Codename Oracle
Der Anführer von Schwarz besitzt die Gabe, in die Zukunft zu sehen, und ist sehr berechnend. Entweder kämpft er mit seinen Fäusten oder einer Pistole. Über seine Vergangenheit ist bekannt, dass er Nagi aus dem Waisenhaus aufgenommen und höchstwahrscheinlich trainiert hat.
Schuldig, Codename Mastermind
Schuldig hat die Fähigkeit, Gedanken lesen zu können. Des Weiteren kann er telepathisch mit anderen Menschen kommunizieren und diese manipulieren. Er ist ein sehr hinterhältiger Charakter, der die Macht über andere Menschen genießt. Crawford gegenüber verhält er sich stets sehr loyal. Über seine Vergangenheit ist ebenfalls nichts bekannt.
Farfarello/Jay, Codename Berserker
Wie genau er zu Schwarz kam, ist unbekannt. Er scheint kein Schmerzempfinden zu haben und hat eine Vorliebe für Messer und Blut. Es scheint ihm Spaß zu machen, sich selbst zu verstümmeln. Das beruht auf einem Ereignis in seiner Kindheit, als er erfuhr, das uneheliche Kind einer Nonne zu sein. Seit er dies erfahren hat, hasst der bis dahin tief religiöse Junge Gott aus tiefster Seele. Wenn er nicht gerade im Kampfrausch ist, ist er ein sehr stiller Charakter.
Nagi Naoe, Codename Prodigy
Als Kind lebte er auf der Straße und wurde schlecht behandelt, bevor er in ein Waisenhaus gebracht wurde. Ken muss allerdings die Nonne, die dieses Waisenhaus betreute, in einer Mission umbringen, was Nagi ihm nie verzeihen konnte. In ihm baute sich ein tiefer Hass auf die ganze Menschheit auf und er schloss sich schon als Kind Brad an, um sich an der Gesellschaft zu rächen. Er beherrscht Telekinese und arbeitet als Hacker. Er ist ein sehr stiller Charakter, der viel älter wirkt als er eigentlich ist und sich sehr gerne mit fremden Federn schmückt.

## Veröffentlichungen
Die Werke des Projekts gehen auf die Synchronsprechergruppe und Band Weiß zurück, die um deren Leadsänger Takehito Koyasu gebildet wurde. Von ihm stammt auch das Grundkonzept und er war als Autor an einigen Werken beteiligt.

### Hörspiele
Als erste Veröffentlichungen sowie in großer Zahl sind zum Franchise Hörspiele auf CD erschienen. Diese spielen teils vor oder nach der Handlung der Mangas und Animes, einige beleuchten deren Handlungsstränge genauer. Das Hörspiel Weiss Kreuz Glühen I ~Fight Fire With Fire~ stellt das Verbindungselement zwischen der ersten und der zweiten Animeserie dar und erklärt das Verschwinden von Schwarz.
| Nr.       | Erscheinungsdatum | Titel                                                  | Kurzbeschreibung |
| --------- | ----------------- | ------------------------------------------------------ | --- |
| MMCC-1701 | 21.06.1997        | Dramatic Image Album I ~Eternal Angel~                 | Jemand entführt junge Mädchen, um deren Haut für Puppen zu verwenden. Persers Auftrag kommt zu spät, ein Mädchen, das sich für Yōji interessiert, wird vor seinen Augen entführt. |
| MMCC-1702 | 21.08.1997        | Dramatic Image Album II ~Eternal Angel~                | Yōji und der Rest von Weiß versuchen das entführte Mädchen rechtzeitig vor der Häutung durch den Puppenmacher zu retten. |
| MMCC-1703 | 21.10.1997        | Dramatic Collection I ~The Holy Children~              | Junge, beeindruckende Frauen wurden durch Gehirnwäsche zu Killern gemacht. Weiß soll den Drahtzieher unschädlich machen. Dabei erfährt man einiges über Kens Vergangenheit im Waisenhaus, deren Nonne Amamiya auch Nagi großgezogen hat. |
| MMCC-1708 | 21.06.1998        | Dramatic Collection II ~Endless Rain~                  | Unter Shions Anleitung trainiert Aya Kendo und verbringt seine Zeit mit der Kritikergruppe Sendais, u. a. auch mit Kikyou. |
| MMCC-1711 | 21.10.1998        | Dramatic Collection III ~Kaleidoscope Memory~          | Omi besucht Momoe im Altersheim und versucht sie mit ihrem alten Jugendfreund zu verkuppeln. |
| MMCC-1713 | 21.04.1999        | Dramatic Precious 1st Stage ~Sleepless Night~          | Weiß muss feststellen, dass noch eine andere Gruppe unter dem Namen Weiß agiert und bei ihren „Sanktionen“ deutlich das Maß überschreitet. Aber auch ihre eigenen Probleme nehmen zu. Ken dreht immer mehr durch und Yōji findet sich immer wieder dabei, Frauen erwürgen zu wollen. |
| MMCC-1714 | 21.05.1999        | Crashers Knight & Ran                                  | Kritiker rekrutiert Ran für Crasher, da sich das Teammitglied Rook beim letzten Einsatz verletzt hat. Knight ist von dem Neuen anfangs nicht so begeistert. |
| MMCC-1715 | 21.06.1999        | Dramatic Precious 2nd Stage ~Tearless Dolls~           | Saijou Takatori lockt Omi nach Tsukiyono Castle, doch Perser wartet schon mit dem nächsten Auftrag auf, der zufällig mit dem Verschwinden vieler Leute auf Saijous Anwesen zu tun hat. Währenddessen trifft Aya auf Shion, als er sein Katana herrichten lässt. |
| MMCC-1716 | 21.08.1999        | Dramatic Precious 3rd Stage ~Hopeless Zone~            | Weiß stellt fest, dass Shion und seine Leute die 2. Weißgruppe sind und sie sich mit Nakatsugawa zusammengetan haben, um Kritiker auszulöschen. Entgegen ihrem Auftrag machen sie sich zu Birmas Rettung auf, die sich in deren Gewalt befindet. |
| MMCC-1717 | 21.10.1999        | Dramatic Precious Final Stage ~Dreamless Life~         | Perser erteilt postmortem den letzten Befehl Nakatsugawa, Shion und Rindou zu töten und Weiß hernach aufzulösen. Omi kehrt zu seinem Großvater zurück, während Aya sich einem Duell mit Shion stellt. |
| MMCC-1023 | 27.06.2001        | Wish A Dream Collection I ~Flower Of Spring~           | Episode mit sehr eigenartigem Humor, in der Weiß eine heiße Quelle besucht und eine geheimnisvolle Mordserie aufklärt. |
| MMCC-1024 | 22.08.2001        | Wish A Dream Collection II ~A Four-Leaf Clover~        | Ein verletzter Hund, um den sich die Mitglieder von Weiß kümmern, weckt bei jedem einzelnen Erinnerungen an seine Vergangenheit. |
| MMCC-1026 | 24.10.2001        | Wish A Dream Collection III ~The Orchid Under The Sun~ | Ran rettet als Gärtner verkleidet ein Rehazentrum, in der er auch Taiyou wiedertrifft, vor der Übernahme durch Yakuza, die dort ein Kasino errichten wollen. |
| MMCC-1027 | 19.12.2001        | Wish A Dream Collection IV ~First Mission~             | Die vier Hauptakteure treffen sich zum ersten Mal im „Kitten in the House“-Blumenladen und erhalten von Perser die erste Mission. |
| MMCC-1019 | 28.06.2000        | Dramatic Image Album III ~Schwarz/Ein~                 | In ihrem Versteck bei München hört Farfarello die Stimme einer Frau und eilt ihr zur Rettung. Die „Hexe“ wird von Farblos, einer Rosenkreuz-Gruppe mit Psi-Fähigkeiten verfolgt. |
| MMCC-1020 | 28.07.2000        | Dramatic Image Album IV ~Schwarz/Zweit~                | Da Farfarello nicht gewillt ist Sally herauszugeben muss Schwarz fliehen, doch ihrem Gegner können sie nicht entkommen. Es kommt zum Showdown. |
| MMCC-1021 | 25.10.2000        | Crashers: Knight & Ran II                              | Dieses Mal müssen sich Knight und Ran wegen eines Mordfalls auf einem Luxusschiff einschleichen. Nebenbei trifft Ran zum ersten Mal auf Knights Schwester Taiyou. |
| MMCC-1032 | 20.09.2002        | Weiss Kreuz Glühen I ~Fight Fire With Fire~            | Nach der Zerschlagung Kritikers in den Dramatic Precious Dramen verrichtet Aya für eine amerikanische Organisation Attentate, Yōji lässt sich von einer Frau mit gefährlichem Nebenjob aushalten und Ken sucht dringend nach jemandem, der ihm sagt, wen er umbringen soll. In dieser Zeit besinnt sich Omi, der sich mittlerweile wieder Mamoru nennt darauf, den Platz als neuer Perser einzunehmen und Weiß zu retablieren. Er ruft Aya zurück, der nicht nur Ken und Yōji wieder einsammelt, sondern auch Kyou rekrutiert. |
| MMCC-1034 | 21.03.2003        | Weiss Kreuz Glühen II ~Theater Of Pain~                | Weiß beendet einen Auftrag der Crasher, wobei das tatsächliche Ziel nach Italien entkommt. In Rom arbeiten sie mit dem Team Fortuna zusammen, um Sato doch noch zu erwischen. |
| MMCC-1035 | 21.02.2003        | Glühen Dramatic Soundtrack Vol. I                      | Omi erteilt den Befehl Tsuji und ihren Trupp zu erledigen, außerdem besucht Senna sein altes Zuhause, in dem seine Familie ermordet wurde und trifft einen alten Freund. |
| MMCC-1036 | 23.05.2003        | Glühen Dramatic Soundtrack Vol. II                     | In einer Kneipe debattieren Ran, Knight, Rex und Queen darüber, ob so etwas wie Weiß wirklich nötig ist. Dabei macht sich Knight Sorgen, ob Rook wohl denselben Weg wie Kikyou oder Shion einschlagen wird. |

### Light Novel
Als erste Umsetzung zur Gruppe der Synchronsprecher erschien von Juli bis Dezember 1997 in Japan bei Tokuma Shoten im Magazin Animage die Light Novel zu Weiß Kreuz mit dem Untertitel Forever White. Sie wurde geschrieben von Ken'ichi Kanemaki und illustriert von Kyōko Tsuchiya.

### Mangas
Der erste Manga Weiß – An Assassin and White Shaman erschien in Japan ab 1997 in Einzelkapiteln im Manga-Magazin Wings. Der Shinshokan-Verlag brachte diese Einzelkapitel 1998 auch in zwei Sammelbänden heraus. Die Texte stammen von Takehito Koyasu und die Illustrationen von Kyōko Tsuchiya. Egmont Manga & Anime veröffentlichte die Sammelbände, die zusammen etwa 220 Seiten umfassen, im November 2001 und Februar 2002 in deutscher Sprache. Die Bände wurden im Format A4 veröffentlicht. Sie enthalten vor den eigentlichen Comicseiten eine Reihe von Farbillustrationen, ähnlich einem Artbook. Die Übersetzung stammt von Rie Kasai.
Der zweite Manga Weiß Side B erschienen von 2003 bis 2007 bis Kapitel 31 in der Gekkan Comic Zero Sum und ab Kapitel 32 in der Zero Sum WARD. Später wurden sie von Ichijinsha in fünf Bänden veröffentlicht. Die Texte stammen wieder von Takehito Koyasu, die Illustrationen von Shōko Ōmine. Nachdem die Zeichnerin der vorherigen Serie, Kyōko Tsuchiya, auf ihre Rechte geklagt hatte, wurden die Charaktere verändert, weitere ergänzt und der Ort der Handlung nach London verlegt. Dieser Manga wurde von August 2004 bis September 2007 von Egmont Manga & Anime auf Deutsch veröffentlicht, erneut mit Übersetzung von Rie Kasai.

### Animes
1998 wurde eine erste Verfilmung der Geschichte als Anime veröffentlicht. Regie bei der 25-teiligen Fernsehserie, die vom Animationsstudio Magic Bus produziert wurde, führten Kiyoshi Egami und Kazutoku Tanahashi. Hauptautor war Isao Shizuya. Das Charakterdesign entwarf Tetsuya Yanagisawa und die künstlerische Leitung übernahm Takeshi Waki. Die Kameraführung lag bei Hideo Okazaki. Produzenten waren Kazuhiko Inomata, Koichi Kikuchi und Tetsuya Watanabe. Die Folgen wurden erstmals vom 9. April bis zum 30. September 1998 auf dem japanischen Fernsehsender TV Tokyo ausgestrahlt. Die Serie wurde ins Chinesische, Tagalog, Englische und Französische übersetzt. Die englische Fassung erschien als Knight Hunters. Eine deutsche Fassung erschien 2001 bei Anime-Virtual auf DVD. Die zweite und dritte Folge wurde dabei als FSK 18 eingestuft.
Eine Adaption als Original Video Animation erschien unter dem Titel Weiß Kreuz – Verbrechen & Strafe. Die zwei Folgen zu je 29 Minuten wurden am 25. November 1999 und am 23. Februar 2000 herausgegeben. Sie wurden von Studio Animate Film und Triangle Staff unter der Regie von Shin’ichirō Kimura produziert. Das Drehbuch schrieb Toshimichi Ōkawa und das Charakterdesign stammte wieder von Tetsuya Yanagisawa, der auch die Animationsarbeiten leitete. Die künstlerische Leitung oblag Hiromi Morikawa, für den Ton war Hiromi Kikuta verantwortlich und für die Kameraführung Hitoshi Yamaguchi und Takashi Azuhata. Die Produzenten waren Koichi Kikuchi und Koji Yoritsune.
2002 erschien die 13 Episoden umfassende Nachfolgeserie Weiß Kreuz Glühen (ヴァイスクロイツ グリーエン, Vaisu Kuroitsu Gurīen). Sie wurde animiert von Studio Ufotable unter der Regie von Hitoyuki Matsui. Autoren waren Kazuharu Sato und Ryunosuke Kingetsu. Nach einer Klage der ursprünglichen Charakterdesignerin Kyōko Tsuchiya gegen die Produktionsfirma, nach der ihr das alleinige Recht an ihrem Design zugesprochen wurde, wurde das Charakterdesign von Toshimitsu Kobayashi, der auch für die Animationsleitung zuständig war, stark verändert. Die Episoden spielen in einer von Terroranschlägen erschütterten Zukunft an einer mysteriösen Akademie, deren Schüler Suiziden und Gewalt zum Opfer fallen. Hinter all dem steckt ein Komplott und ein Zusammenhang zum Terror und es liegt an Weiß, die Fälle aufzuklären. Die Gruppe Schwarz kommt kaum vor, dafür wurde Weiß um zwei neue Mitglieder ergänzt. Die künstlerische Leitung lag bei Satoru Kuwabara, die Tonarbeiten leitete Hiromi Kikuta und für die Kameraführung war Megumi Saitō verantwortlich. Produzent war Kenta Nishikawaji. Die Serie wurde vom 28. November 2002 bis zum 27. Februar 2003 auf dem Fernsehsender Kids Station gezeigt. Sie erschien auch auf Englisch und Chinesisch. 2005 erschien bei Anime-Virtual eine Fassung mit deutschen Untertiteln auf DVD.

#### Synchronisation
| Rolle              | japanische Sprecher (Seiyū) |
| ------------------ | --------------------------- |
| Aya / Ran Fujimiya | Takehito Koyasu             |
| Ken Hidaka         | Tomokazu Seki               |
| Yōji Kudō          | Shin’ichirō Miki            |
| Omi Tsukiyono      | Hiro Yuuki                  |
| Brad Crawford      | Ryōtarō Okiayu              |
| Schuldig           | Hikaru Midorikawa           |
| Farfarello/Jay     | Ryūsei Nakao                |
| Nagi Naoe          | Nozomu Sasaki               |

#### Musik
Die Hintergrundmusik der ersten Serie wurde komponiert von Kishow Yamanaka. Die Vorspanntitel sind Velvet Underworld und Piece of Heaven, für die Abspanne produzierte man Beautiful Alone und It’s too Late. In Folge 10 wurde zudem Oh Mercy gespielt.
Bei der zweiten Serie stammt die Hintergrundmusik von Motoi Sakuraba. Der Vorspanntitel ist Gluhen und der Abspanntitel Stone Roses. Der Abspann der letzten Folge ist mit dem Lied Tomorrow unterlegt. In Folge 10 kam zudem Velvet Underworld 03 zum Einsatz.
In der OVA stammt die Musik ebenfalls von Kishow Yamanaka. Für den Vorspann wurde No Reason und für den Abspann Mellow Candle verwendet.
Die genannten Stücke wurden je von Kazuya Nishioka komponiert und von der Gruppe „Weiß“ gesungen.

## Rezeption
Die Anime Encyclopedia vergleicht das Konzept des Franchise mit Bubblegum Crisis und beschreibt die Figuren als eine Mischung aus Saint Seiya und Gundam Wing. Die Geschichten hätten immer wieder einen düsteren Einschlag, aber am Ende gewinne Niedlichkeit – die Enden seien jedoch oft auch traurig in einer Weise, die die Zielgruppe der jugendlichen Mädchen anspreche. Wirklich Biss hätten weder die Geschichten noch die Charaktere, doch zumindest bei der Schönheit der Figuren könne der Anime punkten. Tan Bee Kee kommentiert, die [erste] Animeserie sei für ihre geringe Animationsqualität und den dünnen, manchmal absurden Plot bekannt. Dennoch habe sie im englischen Sprachraum eine gewisse, vor allem weibliche Fan-Gemeinschaft gefunden. Dies liege auch an der Eignung des Settings für homoromantische und homoerotische Fanfiction. Die vier Protagonisten lebten gemeinsam unter einem Dach und auch wenn sie sich gelegentlich in Frauen verliebten, mache es ihnen ihre Situation unmöglich, eine dauerhafte Beziehung einzugehen. Nur untereinander bauen sie enge Bindungen ein. Fan-Kreationen über Beziehungen zwischen den vier Männern lägen daher nahe. Im frühen englischsprachigen Boys-Love-Fandom sei die Serie neben Gundam Wing die mit der größten Anhängerschaft ihrer Zeit. In den Fanwerken werde üblicherweise die Entwicklung von einer der Freundschaften zu einer Liebesbeziehung oder Affäre beschrieben. Auch ursprüngliche gegenseitige Abneigung kann eine Rolle spielen oder Beziehungen zwischen den Mitgliedern von „Weiß“ mit denen von „Schwarz“. Manches offensive Zurschaustellen von Männlichkeit oder Heterosexualität der Protagonisten aus dem Anime wird aufgegriffen und als Zeichen für unterdrückte Homo- oder Bisexualität umgedeutet.
Zum Anime kommentiert die Zeitschrift Anime DVD, dass die Geschichten einem sehr einfach gestricktem Schwarz-Weiß-Schema folgten, in dem die Opfer der Attentäter ihren Tod verdienten und die Moral der Protagonisten nicht in Frage gestellt werde. Hinter allen bösen Taten steckte „bequemer Weise“ immer die gleiche Gruppe, die in Politik und Wirtschaft gut vernetzt und praktisch unantastbar sind, indem sie ihren Einfluss oder einfach Bestechung für sich einsetzen. All das wirke deutlich übertrieben, spiegele aber die in Japan tief sitzende Angst vor Korruption und Vetternwirtschaft wider, nachdem es immer wieder Bestechungsskandale gab. Auch andere Ängste, wie die vor Verschwörungen und militanten Sekten, seien in die Serie eingeflossen. Laut der deutschen Fachzeitschrift MangasZene ist die Animeserie nichts für „zarte Gemüter, die sich an den süßen Jungs erfreuen wollen“, denn die Handlung drehe sich um moderne Gladiatorenkämpfe, Prostitution und Mord. Im weiteren Verlauf gewinne die Serie philosophische Tiefe, die Unterscheidung von Gut und Böse und Berechtigung von Gewalt werden thematisiert. Die deutsche Umsetzung sei eher schlecht gelungen. Die Folgen wurden zusammengeschnitten und die Dialoge wurden oft frei und teilweise sinnverzerrend übersetzt. Die Bildqualität sei Standard, die Untertitel im Vorspann hätten Grammatikfehler. Die AnimaniA bezeichnete die deutsche Fassung der ersten Serie als „Umsetzungstrümmerhaufen“.
Die Nachfolgerserie Glühen sei, so die MangasZene, deutlich besser animiert, die starken inhaltlichen und optischen Änderungen sowie das Fehlen von Schwarz könnten jedoch manchem missfallen. Diese Änderungen könnten für Fans irritierend sein, so die AnimaniA. Neueinsteiger wiederum könnten Probleme haben, sich in die Welt des Franchise hineinzufinden. Glühen sei deutlich bedrückender und düsterer als die erste Serie, die „lustig-charmanten Einlagen“ im Blumenladen weggefallen. Die Animationsqualität sei Mittelmaß, Kampfszenen eher unspektakulär, die Bewegungen flüssig, aber die Hintergründe mager oder man sehe viele Schwenks über Standbilder. Die Umsetzung der deutschen Fassung sei gut gelungen. Die Funime befindet die Animationsqualität der zweiten Serie als überdurchschnittlich. Die deutsche Fassung sei rundum gelungen.